# 5초 룰

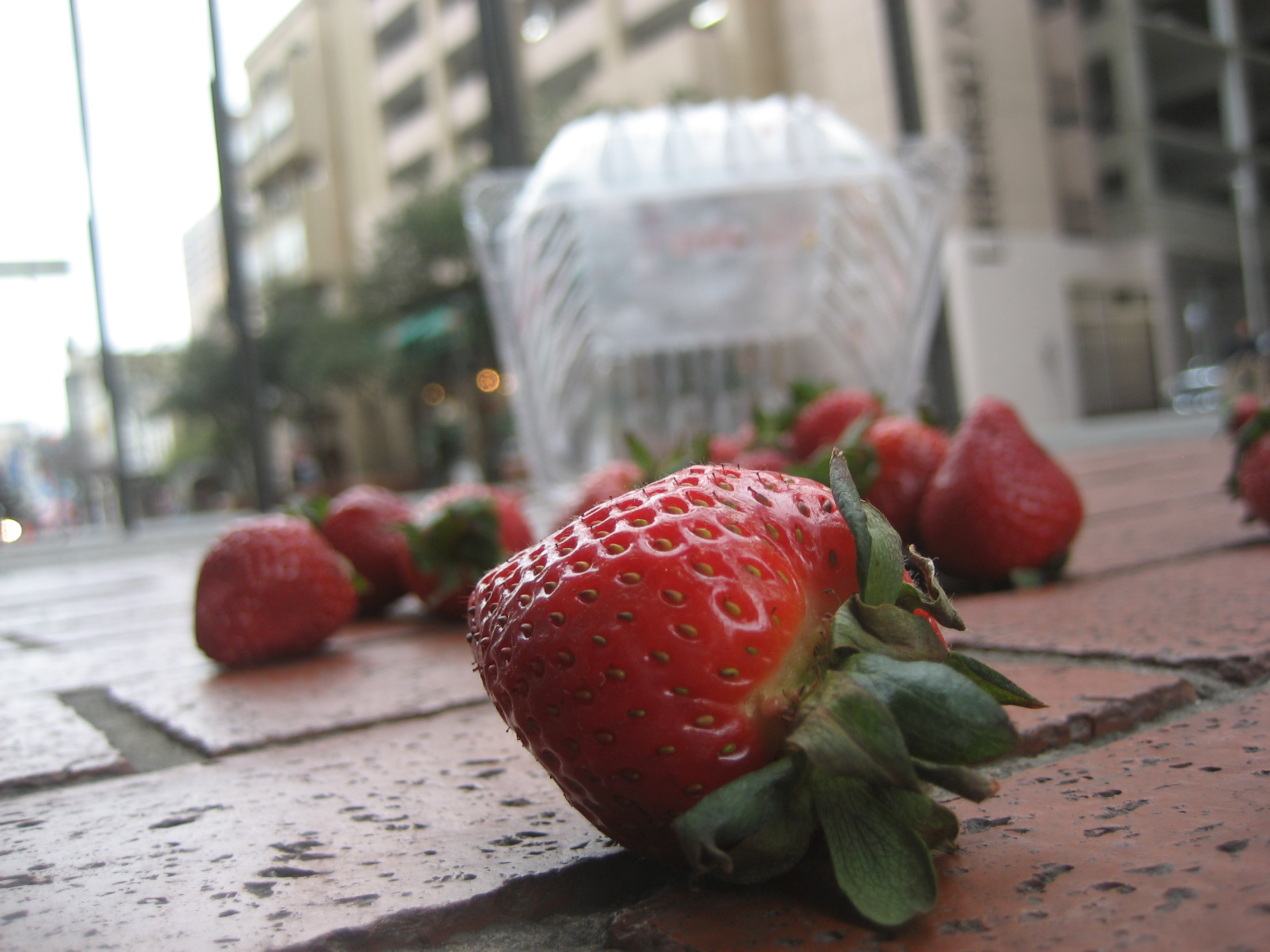
땅에 떨어진 딸기. 5초 룰은 딸기가 땅에 떨어진지 5초 안에 주우면 다시 씻지 않고 먹어도 안전하다는 의견이다.

5초 룰(five-second rule) 또는 10초 룰(ten-second rule)은 음식을 떨어트려 오염에 노출된 직후 집어 먹어도 안전하다고 믿는 식품 안전 미신이다.
이 룰이 일반적으로 적합하다는 과학적 동의는 존재하지 않는 것으로 보이며 그 기원은 불분명하다. 이 룰은 19세기 말 배종설을 탄생시킨 것으로 추정된다.
인쇄물에서 이 규칙이 처음 기록된 것은 1995년 소설 Wanted: Rowing Coach이다.